# Pseudopanurgus opacicollis
Pseudopanurgus opacicollis är en biart som beskrevs av Timberlake 1964. Pseudopanurgus opacicollis ingår i släktet Pseudopanurgus och familjen grävbin. Inga underarter finns listade i Catalogue of Life.